# Mythicomyia cruralis
Mythicomyia cruralis är en tvåvingeart som beskrevs av Axel Leonard Melander 1961. Mythicomyia cruralis ingår i släktet Mythicomyia och familjen svävflugor. Inga underarter finns listade i Catalogue of Life.